# Luisa Fuentes
Luisa Estela Fuentes Quijandría, bekannt als Lucha Fuentes, (* 19. August 1948 in Ica; † 28. Mai 2025 ebenda) war eine peruanische Volleyballspielerin.

## Leben
Luisa Fuentes wechselte im Alter von 14 Jahren zu Divino Maestro in Lima. Mit der peruanischen Nationalmannschaft gewann sie vier Silbermedaillen bei Panamerikanischen Spielen und wurde Vierte bei der Weltmeisterschaft in Tokio. Darüber hinaus wurde sie sechsfache Südamerikameisterin mit Peru und gehörte zum Kader bei den Olympischen Sommerspielen 1968 in Mexiko sowie 1976 in Montreal.